# اسکادا (پرنامبوکو)
اسکادا (به پرتغالی: Escada) یک منطقهٔ مسکونی در برزیل است که در پرنامبوکو واقع شده‌است. اسکادا ۳۴۷٫۲ کیلومتر مربع مساحت و ۶۹٬۲۹۲ نفر جمعیت دارد و ۱۰۹ متر بالاتر از سطح دریا واقع شده‌است.